# Corinna macra
Corinna macra är en spindelart som först beskrevs av Ludwig Carl Christian Koch 1866.  Corinna macra ingår i släktet Corinna och familjen flinkspindlar.
Artens utbredningsområde är Colombia. Inga underarter finns listade i Catalogue of Life.